# Pierre Wind
Petrus Marinus Maria (Pierre) Wind (Den Haag, 24 maart 1965) is een Nederlandse kok die bekendheid kreeg door zijn kookprogramma's op televisie. In 1997 'ontdekte' tv-producer Henriëtte Theunissen hem, en startte de serie De Eetfabriek (NPS) (1997-2000) met Wind als presentator over voedsel en de voedselindustrie. Rond 2005 kwam als vervolg daarop Grazend Nederland, eveneens over eten en alles wat daarmee samenhangt.

## Biografie
Wind groeide op in Den Haag. Hij ging naar de MAVO en volgde daarna aan de LTS een opleiding Koken/Serveren. Aansluitend behaalde hij diverse vakdiploma's en certificaten en volgde hij een opleiding aan de Pedagogische en Technische Hogeschool Amsterdam. In de richting Consumptieve Techniek studeerde Wind in 1996 af.
Opvallend is zijn hyperactieve wijze van presenteren. In 2004 had Wind een bijrol als foodstylist in de film Feestje. Wind pleit er voor dat door middel van smaaklessen voeding een vast onderdeel wordt in het onderwijspakket. De politiek zou daar aan mee moeten werken. In januari 2004 begon hij op Rotterdamse basisscholen met een proefproject. Op 5 april 2006 gaf Wind Tweede Kamer-leden smaakles. Wind is vaste (voedsel)columnist bij het weekblad Nieuwe Revu. Hij is ook de auteur van verschillende kookboeken.

## Loopbaan

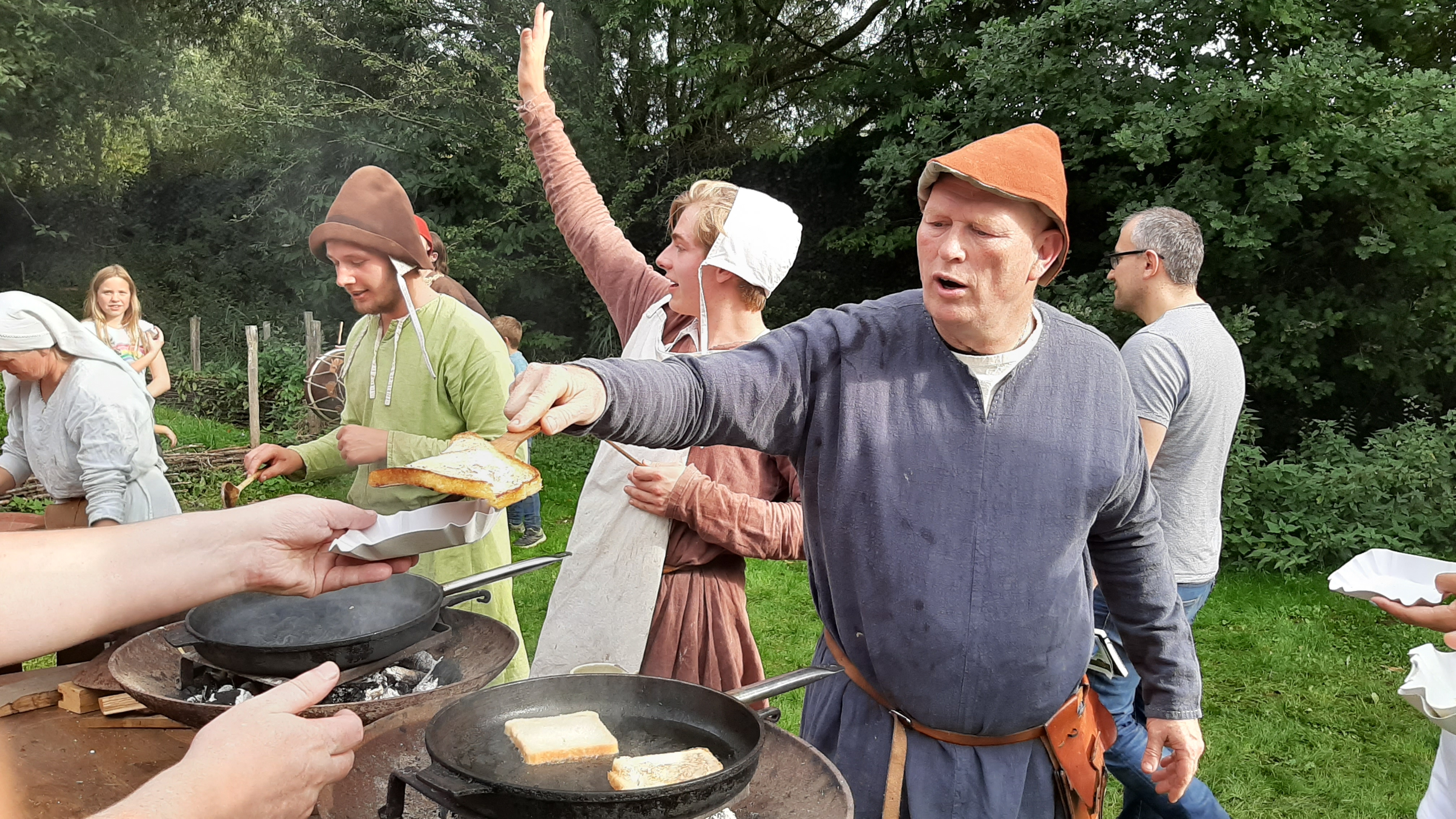
Pierre Wind als kokend gast in Archeon, 2019

- Werkzaam in Michelinsterrenzaken als Seinpost (Scheveningen), Saur (Den Haag) en Prinses Juliana (Valkenburg)
- Chef-kok en mede-eigenaar van restaurant De Nas
- Docent aan de François Vatelschool voor de vakken drankenkunde, serveren en menuleer
- Chef-kok in restaurant Gilles in Den Haag
- Gedurende zes jaar chef-kok bij café-restaurant De Zwarte Ruiter en restaurant September (Den Haag)
- Presentator van tv-programma's van de NPS zoals De Eetfabriek
- Diverse prijzen behaald waaronder De Zilveren Garde
- Docent op het Mondriaan College voor Horeca en Toerisme te Den Haag; part-time praktijkdocent keuken
- Docent aan HAS Den Bosch voor de opleiding Food Design (gastcolleges)
- Mede-presentator van tv -en radioprogramma Debby en haar Mannen, Omroep West
- De vaste kok van het Zappochtend Magazine Zapplive.
- Zapp Your Planet 2019 PowerCheck!
- Zapp Your Planet 2020 SOS Koala